# Георгень
Георгень, Георгені (рум. Gheorgheni) — місто у повіті Харгіта в Румунії, що має статус муніципію. Адміністративно місту підпорядковані такі села (дані про населення за 2002 рік):
- Варгатак (8 осіб)
- Вісафоліо (10 осіб)
- Ковачипетер (8 осіб)
- Лаку-Рошу (97 осіб)

Місто розташоване на відстані 257 км на північ від Бухареста, 42 км на північний захід від М'єркуря-Чука, 118 км на північ від Брашова.

## Населення
За даними перепису населення 2002 року у місті проживали 20 018 осіб.
Національний склад населення міста:
| Національність            | Кількість осіб | Відсоток |
| ------------------------- | -------------- | -------- |
| угорці                    | 17524          | 87,5%    |
| румуни                    | 2161           | 10,8%    |
| цигани                    | 305            | 1,5%     |
| німці                     | 7              | < 0,1%   |
| євреї                     | 7              | < 0,1%   |
| чанго                     | 3              | < 0,1%   |
| українці                  | 1              | < 0,1%   |
| італійці                  | 1              | < 0,1%   |
| вірмени                   | 1              | < 0,1%   |
| не вказали національність | 7              | < 0,1%   |

Рідною мовою назвали:
| Мова                  | Кількість осіб | Відсоток |
| --------------------- | -------------- | -------- |
| угорська              | 17720          | 88,5%    |
| румунська             | 2133           | 10,7%    |
| циганська             | 156            | 0,8%     |
| німецька              | 4              | < 0,1%   |
| італійська            | 1              | < 0,1%   |
| не вказали рідну мову | 3              | < 0,1%   |

Склад населення міста за віросповіданням:
| Релігія                                       | Кількість осіб | Відсоток |
| --------------------------------------------- | -------------- | -------- |
| римо-католики                                 | 16074          | 80,3%    |
| православні                                   | 2000           | 10,0%    |
| реформати                                     | 1271           | 6,3%     |
| адвентисти                                    | 157            | 0,8%     |
| унітарії                                      | 124            | 0,6%     |
| не релігійні                                  | 44             | 0,2%     |
| греко-католики                                | 38             | 0,2%     |
| п'ятдесятники                                 | 20             | 0,1%     |
| бретрени                                      | 15             | 0,1%     |
| лютерани (Синодально-пресвітеріанська церква) | 15             | 0,1%     |
| атеїсти                                       | 8              | < 0,1%   |
| баптисти                                      | 7              | < 0,1%   |
| старообрядці                                  | 7              | < 0,1%   |
| юдеї                                          | 7              | < 0,1%   |
| лютерани (Аугсбурзького сповідання)           | 4              | < 0,1%   |
| лютерани                                      | 3              | < 0,1%   |
| не вказали релігію                            | 44             | 0,2%     |

## Міста-побратими
- Budapest District XVIId, Угорщина
- V район Будапештаd, Угорщина
- Бачка-Топола, Сербія
- Бекеш, Угорщина
- Егер, Угорщина
- Кішкунмайша, Угорщина
- Сігетсентміклош, Угорщина
- Цеглед, Угорщина
- Чонград, Угорщина
- Шаморін, Словаччина
- Шіофок, Угорщина